# Once More - Ancora
Once More - Ancora (Once More - Encore) è un film del 1988 diretto da Paul Vecchiali. 

## Trama
Louis, borghese quarantenne, ha un'occupazione stabile e conduce una vita tranquilla con la moglie Sybèle e una figlia, Anne-Marie, che lo adora. Stanco della monotonia familiare, lascia la casa e scopre a poco a poco la sua omosessualità. Conosce Frantz, giocatore di biliardo e seduttore incallito, che lo umilia e lo fa soffrire al punto di fargli tentare il suicidio quando viene abbandonato. La passione per Frantz trasforma anche lui in un seduttore seriale, fino a quando non compare Michel, un ragazzo dolce che lo riporta alla tranquillità di una vita domestica.
Dieci anni dopo, la moglie si è rifatta una vita e Anne-Marie si è sposata; la comprensione femminile nei confronti di Louis è testimoniata dai buoni rapporti che le due donne hanno mantenuto con lui; Louis tuttavia, nel frattempo si è ammalato di AIDS e, pur assistito dal buon Michel, sul letto di morte invoca ancora Frantz.

## Produzione
Il film è diviso in dieci capitoli che scandiscono i dieci anni in cui si svolge la storia. Ciascuno di essi è un piano sequenza di una decina di minuti e coincide con un compleanno di Anne-Marie. Realizzato a bassissimo budget in soli dieci giorni di lavorazione (uno per ogni "capitolo", accuratamente programmato in precedenza e quindi con poca o nulla necessità di montaggio), Once More - Ancora è stato considerato il primo film francese sull'AIDS visto da una prospettiva omosessuale. In realtà, Vecchiali precisò che questo non era un film sull'AIDS, così come La signora delle camelie non era un romanzo sulla tubercolosi, bensì un film «sull'amore tra le persone, tra uomo e donna, tra uomo e uomo, tra padre e figlia, sui rapporti vissuti fino in fondo, senza riserve, senza paura»

## Distribuzione
Presentato in concorso alla 45ª Mostra internazionale d'arte cinematografica di Venezia, il film uscì nelle sale francesi immediatamente dopo. In Italia, distribuito dalla Mikado, ebbe una diffusione limitata a poche sale a partire dal 30 settembre 1988.

## Riconoscimenti
Pur non avendo ricevuto a Venezia nessun riconoscimento ufficiale dalla giuria della Mostra, Once More - Ancora vinse il premio Bastone bianco della rivista Filmcritica (ex aequo con L'ultima tentazione di Cristo) e il Ciak d'oro speciale (ex aequo con Campo Thiaroye). 